# بريعة بنت أبي خارجة
بريعة بنت أبي خارجة بن أوس زوجة الوليد بن عبادة بن الصامت.
ذكرها ابن سعد في النساء المبايعات.
107 - بسباسة